# Palms (gruppo musicale)
I Palms sono un supergruppo post-metal formatosi a Los Angeles nel 2011. Il gruppo è composto dal cantante dei Deftones, Chino Moreno, e da tre ex membri degli Isis: il chitarrista Bryant Clifford Meyer, il bassista Jeff Caxide e il batterista Aaron Harris.

## Storia del gruppo
In seguito allo scioglimento degli Isis, Caxide, Harris e Meyer hanno deciso di voler continuare a comporre musica insieme. Successivamente anche Moreno si è aggiunto alla formazione, affermando di essere sempre stato un fan degli Isis:
 La formazione del supergruppo ha permesso inoltre ai tre componenti degli Isis di ampliare le proprie sonorità al di là di quanto composto in precedenza. In merito al materiale registrato dai Palms, Caxide ha affermato che secondo lui «molte persone si aspetteranno un album caratterizzato dalle sonorità degli Isis con la voce di Chino. Non sarà così, perché questo non sarebbe entusiasmante». Il bassista ha intenzionalmente voluto allontanarsi da quelli che sono stati gli aspetti caratteristici del suo gruppo precedente, imponendo alle sonorità un notevole aumento della comunicatività e dell'attenzione nei riguardi della composizione:
L'album di debutto, dal titolo omonimo e previsto inizialmente per il 2012, è stato pubblicato il 25 giugno 2013 attraverso la Ipecac Recordings, etichetta discografica fondata da Mike Patton e che ha pubblicato la maggior parte degli album degli Isis. Palms è stato registrato e prodotto dai membri del gruppo. Il batterista Aaron Harris ha registrato, prodotto e missato gran parte dell'album. Joe Barresi (già produttore di gruppi come Queens of the Stone Age, Kyuss e Tomahawk) si è occupato della registrazione delle parti di batteria di Harris al suo personale studio di registrazione House of Compression, mentre Moreno ha registrato le proprie parti vocali nella sua casa-studio. Nel luglio 2013 i Palms si sono esibiti in cinque concerti in California per promuovere l'album.

## Formazione
Attuale
- Chino Moreno – voce, chitarra (2011-presente)
- Bryant Clifford Meyer – chitarra, tastiera[6] (2011-presente)
- Jeff Caxide – basso (2011-presente)
- Aaron Harris – batteria (2011-presente)

Turnisti
- Chuck Doom – tastiera (2013-presente)

## Discografia

### Album in studio
- 2013 – Palms

### Singoli
- 2014 – Antartic Handshake
- 2023 – Opening Titles/End Credits